# Misael Pastrana
Misael Eduardo Pastrana Borrero (Neiva, 14 de novembro de 1923 — Bogotá, 21 de agosto de 1997) foi um advogado e político colombiano, pai do também presidente Andrés Pastrana Arango. Foi presidente de seu país entre 1970 e 1974.
Formou-se no colégio de San Bartolomé de Bogotá estudou ciências jurídicas na Pontifícia Universidade Javeriana e graduou-se em 19 de julho de 1945. Dois anos mais tarde, foi nomeado secretário da embaixada colombiana no Vaticano. oportunidade que aproveitou para realizar estudos de pós-graduação no Instituto Ferri em Roma, onde se especializou em direito penal. Permaneceu em Roma até 1948, quando ele retornou a Colômbia para servir como secretário particular do Presidente Mariano Ospina Pérez. uma vez que ele permaneceu no cargo até o assassinato de Jorge Eliécer Gaitán, em 9 de abril de 1948. Em 1950, ao final do mandato do Ospina, voltou temporariamente ao exercício da profissão de advogado, nesse mesmo ano foi para Washington como Ministro Conselheiro da embaixada para os Estados Unidos da América. Em 24 de fevereiro de 1951 casou com Maria Cristina Arango Vega, filha do líder e ex-candidato liberal à Presidência em 1946, Carlos Arango Vélez .Em 1959, durante o primeiro governo da frente nacional colombiana, chefiado pelo liberal Alberto Lleras Camargo, ocupou os posto de obras públicas.Em 1966, ele retornou ao governo como ministro do governo liberal Carlos Lleras Restrepo.Em seguida, ele defendeu a reforma constitucional que levou à modernização da administração pública, em especial no campo de planejamento estatal, que foi aprovado pelo Congresso em 1968.Foi um colaborador ativo do jornal conservador La República, em permanente oposição a outro jornal conservador, El Siglo. Ele fundou o centro colombiano para estudos e editou a revista roteiro, destinadas a promover a renovação ideológica do seu partido. Em parceria com a viúva do ex-Presidente Ospina Pérez, Berta Hernández, Pastrana tomou parte nas sucessivas eleições presidenciais da frente nacional. Andrés Pastrana Arango, o filho dele foi eleito Presidente em maio de 1998.